# Franchi Boldog András
Franchi Boldog András (olaszul: Andrea Franchi of Pistoia) (Pistoia, 1335. – Pistoia, 1401. május 26.) boldoggá avatott domonkos rendi szerzetes, pistoiai püspök.

## Élete
1335-ben született, nemesi családból. 1351-ben lép be a domonkos rendbe, majd elöljárói Rómába küldik, ahol teológiai doktorátust szerez. Miután visszatért Rómából tanárként, lelki igazgatóként és prédikátorként is hírnevet szerzett. Több kolostor is, mint például Pistoia, Orvieto, és Lucca elöljárójának választotta meg. Fő feladatának a pestisjárvány után meglazult rendi fegyelem helyreállítását tartotta.
1382-ben VI. Orbán pápa pistoiai megyés püspöknek nevezi ki. Püspöki szolgálata alatt is domonkos szerzetes maradt, megtartotta mindazon szerzetesi szabályokat, melyeket megfogadott. Mint reneszánsz ember fontos feladatának tartotta a szabad művészetek, a tudomány terjesztését és támogatását.
1600-ban lemondott püspöki székéről, s a pistoiai domonkos kolostorba vonult vissza. Itt halt meg 1401. május 26-án. A püspöki székesegyházban temették el. Testét 1911-ben exhumálták, s rendkívül jó állapotban találták meg. Mivel balzsamozásnak nem volt nyoma, így romolhatatlannak nyilvánították.
XV. Benedek pápa 1921. november 23-án, a formális boldoggá avatási eljárás mellőzésével jóváhagyta tiszteletét.